# Islams fem søjler
De Fem søjler i Islam (arabisk: أركان الإسلام, tr. arkān-al-Islām eller arabisk: أركان الدين, tr. arkān ad-dīn) er de fem grundlæggende søjler i Islam, som anses for obligatoriske for troende. Disse søjler, er opsummeret i det berømte Hadith af Gabriel.
Koranen præsenterer disse som en ramme for tilbedelse og et tegn på engagement i troen.
Der er (1) shahada (islamisk trosbekendelse), (2) daglige bønner (salah), (3) almisse (zakat), (4) faste under Ramadan (sawm), og (5) Pilgrimsrejsen til Mekka (hajj), som enhver muslim (hvis det har mulighed for det) skal gennemføre engang i livet.
De to store retninger Shiamuslimerne og Sunnimuslimerne, er entydige om detaljerne omkring udførelsen af disse handlinger, men bruger forskellige navne.

## De fem søjler i Islam

### Shahadah(Trosbekendelsen)
Trosbekendelsen, shahadah, er den vigtigste af de fem søjler. Shahadahen er i to led og lyder i sin fulde form på arabisk أشهد أن لا إله إلا الله وأشهد أنّ محمّد رسول الله (tr. ašhadu 'an lā 'ilāha 'illā llāhu wa 'ašhadu 'anna muḥammadun rasūlu llāhi), på dansk Jeg bevidner, at der ikke findes nogen anden gud end Allah og at Muhammad er Hans tjener og sendebud.
Ordet shahādah er et navneord, der stammer fra verbet shahida, der betyder "at observere, bevidne eller give vidnesmål", når det anvendes i juridisk forstand, er shahādah et vidnesmål om forekomsten af begivenheder, såsom gæld, utroskab eller skilsmisse.

### Salah eller salat(Bøn)
Bønnen, Salah, er den næst vigtigste af de fem søjler. Fem gange i døgnet skal muslimer udføre en fast rituel bøn. 
Bønnen skal udføres qibla, dvs. vendt mod Mekka. 
I følge Koranen er den rituelle bøn en religiøs pligt, som gør det vanskeligere for den troende at synde, eftersom de ved, at de må bøje sig ned og underkaste sig Gud fem gange om dagen
| Citat         | Bed regelmæssigt, for bønnen holder en tilbage fra skamfulde og umoralske handlinger | Citat |
| Koranen 29;45 |                                                                                      |       |

### Zakat(Almisse)
Almisse, zakat, er obligatorisk for alle muslimer, der er i stand til det. Det anses for at være et personligt ansvar for muslimer at lette økonomiske problemer for andre og fjerne ulighed. [12] Zakat er baseret på den samlede velstand og udgør 2,5% af formuen til gavn for de fattige og trængende, herunder slaver, skyldnere og rejsende. Ordet zakat kommer fra det arabiske zaka, som blandt andet betyder at vokse eller at blive renere.

### Sawm(Fasten)
Den månedslange faste, sawm, som gennemføres under Ramadan er både en vigtig tradition som præger muslimske samfund og et udtryk for tilbedelse, renselse og koncentration. I løbet af fastemåneden må man ikke spise eller drikke. Efter solnedgang gælder fasten ikke. Det anbefales at spise og drikke før daggry, og at bryde fasten ved solnedgang med dadler og vand før man spiser et måltid. De fleste muslimske samfund har også udviklet specielle madtraditioner knyttet til fasten, Koranen reciteres i løbet af måneden, og fasten afsluttes med den store fest Eid.

### Hadjj(Pilgrimsrejsen)
Pilgrimsrejsen, hadjj, er en rejse til den hellige by Mekka i den islamiske måned Dhû l-Hijja. Enhver muslim, der er i stand til det fysisk og økonomisk, skal gennemføre pilgrimsrejsen mindst en gang i livet. Når pilgrimmen er omkring 10 km fra Mekka, skal han klæde sig i Ihram tøj, der består af to hvide klædestykker. En muslim, der har været på pilgrimsfærd til Mekka, er kendt som en hajj/hajja. De vigtigste ritualer i Hajj omfatter at gå syv gange rundt om Ka'baen og forsøge at røre Den sorte sten, rejse syv gange mellem bjergene Al-Safa og Al-Marwah og symbolsk stene djævelen i Minā.

### Bøger og tidsskrifter
- Brockopp, Jonathan; Tamara Sonn; Jacob Neusner (2000). Judaism and Islam in Practice: A Sourcebook. Routledge. ISBN 0-415-21673-7.
- Esposito, John (1998). Islam: The Straight Path (3rd udgave). Oxford University Press. ISBN 978-0-19-511234-4.
- Farah, Caesar (1994). Islam: Beliefs and Observances (5th udgave). Barron's Educational Series. ISBN 978-0-8120-1853-0.
- Hedayetullah, Muhammad (2006). Dynamics of Islam: An Exposition. Trafford Publishing. ISBN 978-1-55369-842-5.
- Khan, Arshad (2006). Islam 101: Principles and Practice. Khan Consulting and Publishing, LLC. ISBN 0-9772838-3-6.
- Kobeisy, Ahmed Nezar (2004). Counseling American Muslims: Understanding the Faith and Helping the People. Praeger Publishers. ISBN 978-0-313-32472-7.
- Momen, Moojan (1987). An Introduction to Shi`i Islam: The History and Doctrines of Twelver Shi`ism. Yale University Press. ISBN 978-0-300-03531-5.
- Levy, Reuben (1957). The Social Structure of Islam. UK: Cambridge University Press. ISBN 978-0-521-09182-4.
- Tabatabae, Mohammad Hosayn; R. Campbell (translator) (2002). Islamic teachings: An Overview and a Glance at the Life of the Holy Prophet of Islam. Green Gold. ISBN 0-922817-00-6. {{cite book}}: |author2= har et generisk navn (hjælp)
- Goldschmidt, Jr., Arthur; Lawrence Davidson (2005). A Concise History of the Middle East (8th udgave). Westview Press. ISBN 978-0-8133-4275-7.
- Hoiberg, Dale; Indu Ramchandani (2000). Students' Britannica India. Encyclopædia Britannica (UK) Ltd. ISBN 978-0-85229-760-5.
- Ridgeon, Lloyd (2003). Major World Religions (1. udg. udgave). RoutledgeCurzon. ISBN 978-0-415-29796-7.

### Encyklopædier
- P.J. Bearman, Th. Bianquis, C.E. Bosworth, E. van Donzel, W.P. Heinrichs (red.). Encyclopaedia of Islam Online. Brill Academic Publishers. ISSN 1573-3912. {{cite encyclopedia}}: Manglende eller tom |title= (hjælp)CS1-vedligeholdelse: Flere navne: editors list (link)
- Salamone Frank, red. (2004). Encyclopedia of Religious Rites, Rituals, and Festivals (1. udg. udgave). Routledge. ISBN 978-0-415-94180-8. {{cite encyclopedia}}: Manglende eller tom |title= (hjælp)